# 애덤 디안젤로

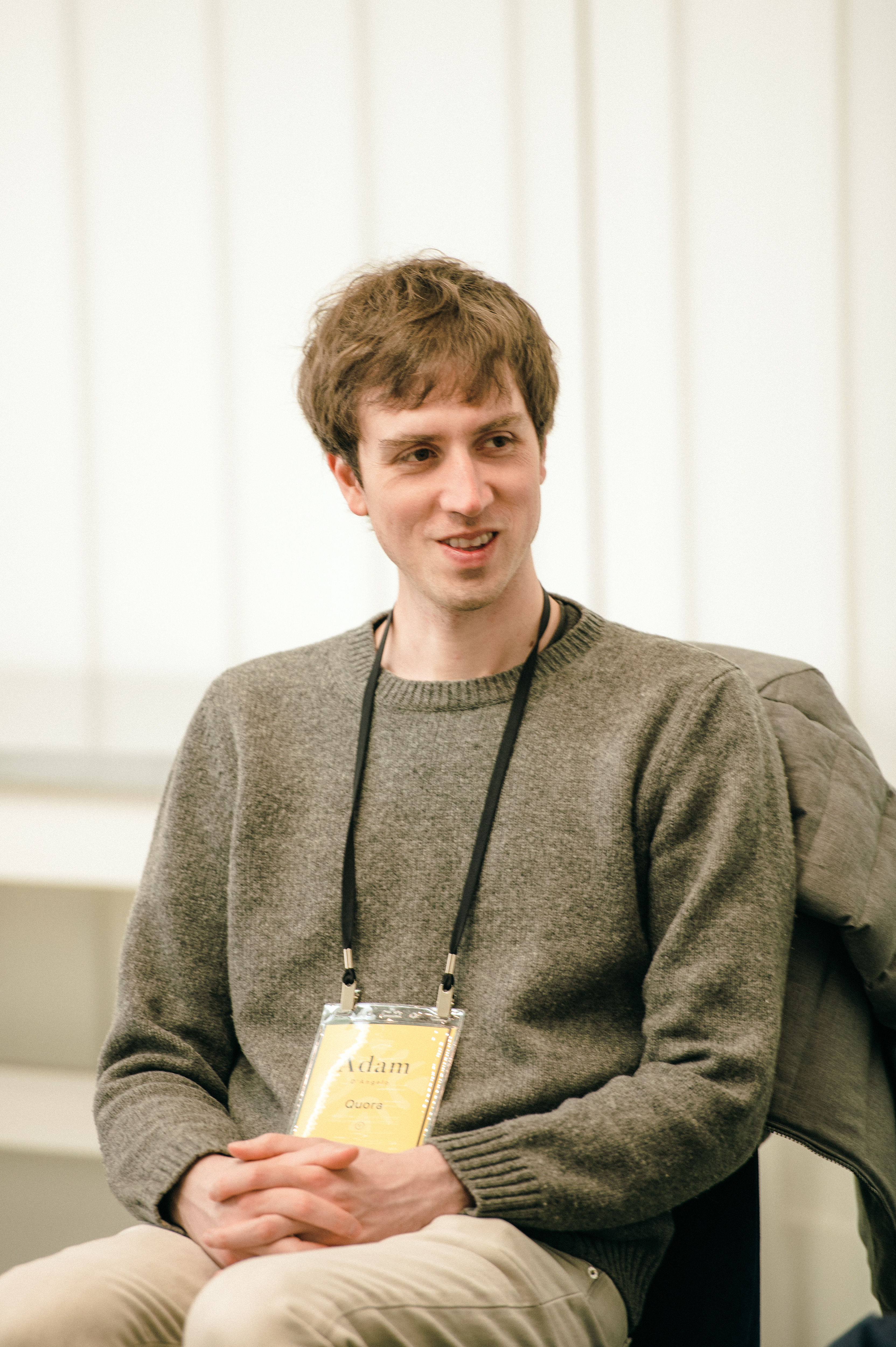
2022년 모습

애덤 디안젤로(Adam D'Angelo, 1984년 8월 14일 ~ )는 미국의 인터넷 기업가이다. 캘리포니아주 마운틴뷰 (캘리포니아주)에 본사를 둔 쿼라의 공동 창립자이자 CEO로서의 역할로 가장 잘 알려져 있다.

## 경력
2004년 대학에 다니는 동안 디안젤로는 사용자가 자신의 AIM 버디 목록을 업로드하고 다른 사용자의 목록과 비교할 수 있는 버디주(BuddyZoo) 웹사이트도 만들었다. 이 서비스는 또한 버디 목록을 기반으로 그래프를 생성했다.
디안젤로는 2004년 페이스북 출시 직후 페이스북에 합류하여 2006년부터 2008년까지 최고기술책임자(CTO)를 역임했으며, 2008년까지 엔지니어링 부사장을 역임했다.
2009년 6월에 그는 쿼라를 시작했다. 2012년 5월에 시리즈 B 자금 조달의 일환으로 쿼라에 자신의 돈 2천만 달러를 투자했다. 쿼라 외에도 그의 주목할만한 투자로는 페이스북이 10억 달러에 인수하기 전 인스타그램, 페이스북 공동 창업자인 더스틴 모스코비츠가 공동 설립한 작업 관리 플랫폼인 Asana, 인공지능을 사용하는 네트워킹 플랫폼인 런치클럽(Lunchclub)이 있다.
디안젤로는 AI 스타트업 포(Poe)의 창립자이기도 하다.